# LO Большой Медведицы
LO Большой Медведицы (лат. LO Ursae Majoris) — двойная затменная переменная звезда типа Алголя (EA) в созвездии Большой Медведицы на расстоянии приблизительно 2719 световых лет (около 834 парсеков) от Солнца. Видимая звёздная величина звезды — от +14,95m до +12,75m.